# Carl Goßler
Carl Heinrich Goßler (17 de abril de 1885-9 de septiembre de 1914) fue un deportista alemán que compitió en remo como timonel. Participó en los Juegos Olímpicos de París 1900, obteniendo una medalla de oro en la prueba de cuatro con timonel.
También participó en la tripulación de ocho, que también incluía a sus hermanos Oscar y Gustav.
Posteriormente, Carl Heinrich se alistó como soldado profesional y murió en batalla durante los primeros días de la Primera Guerra Mundial.

## Palmarés internacional
| Juegos Olímpicos | Juegos Olímpicos | Juegos Olímpicos | Juegos Olímpicos   |
| Año              | Lugar            | Medalla          | Prueba             |
| ---------------- | ---------------- | ---------------- | ------------------ |
| 1900             | París (Francia)  | Medalla de oro   | Cuatro con timonel |